# Студенец (Татарстан)
Студенец — деревня в Верхнеуслонском районе Татарстана в 3 км южнее Верхнего Услона. Входит в состав муниципального образования «Верхнеуслонское сельское поселение».

## География
Деревня располагается на правом берегу Волги на побережье Куйбышевского водохранилища, примерно посередине между сёлами Верхний Услон и Нижний Услон.

## История
Основана во второй половине XVII века.
Жители деревни занимались земледелием, садоводством, выращиванием земляники, пчеловодством.

## Демография
- 1989 год — 49
- 1997 год — 44
- 2000 год — 29
- 2010 год — 23

Национальный состав — в основном русские.

## Транспорт
Из Казани в Студенец ходят речные пассажирские суда пригородного сообщения.